# Открытый чемпионат Сан-Марино по теннису
Открытый чемпионат Сан-Марино — международный мужской профессиональный теннисный турнир, проходящий с 1988 года в летние месяцы на грунтовых кортах Теннисного центра города Сан-Марино. С 2001 года включён в календарь Мирового тура ATP Challenger, некоторое время входя в серию наиболее престижных турниров этого тура — Tretorn SERIE+. Призовой фонд составляет 64 тысячи евро, участникам также оплачивается проживание. Турнирная сетка рассчитана на 32 участника в одиночном разряде и 16 пар.

## История
Турнир в Сан-Марино впервые прошёл в 1988 году в рамках тура Challenger. Уже на следующий год он был включён в календарь мирового тура Гран-при, а с 1990 года в календарь АТР-тура. В течение 11 лет Открытый чемпионат Сан-Марино входил в базовую категорию турниров АТР-тура, ATP World/ATP International и за это время привлекал внимание таких мастеров игры на грунте, как Томас Мустер, Альберт Коста и Серхи Бругера. С 1991 по 1993 год параллельно с мужским в Сан-Марино проводился также женский турнир. С 2001 года мужской турнир снова был понижен в статусе до «челленджера».

## Победители и финалисты
Итальянец  Потито Стараче трижды становился чемпионом «челленджера» в Сан-Марино в одиночном разряде. Он же является рекордсменом по числу появлений в финале: пять раз с 2004 по 2011 год. Гильермо Перес-Рольдан и Томас Мустер завоевали по два титула в период, когда турнир входил в календарь АТР-тура. Чаще всего — по семь раз — в турнире побеждали представители Испании и Италии. Из шести участниц женских финалов Италию представляли четыре, в том числе две из трёх победительниц.
В парном разряде на протяжении истории турнира доминировали теннисисты из Чехии, Аргентины и Италии: всего турнир выигрывали восемь разных чехов, столько же аргентинцев и шесть итальянцев. В 1996 году все четыре финалиста представляли Аргентину, а рекордсменами по числу побед являются аргентинец Лукас Арнольд-Кер, дважды побеждавший в турнире АТР и один раз, через десять лет, — в «челленджере», и чех Давид Шкох, трижды выигрывавший «челленджер». Аргентинки и итальянки доминировали также и в женских парах: из 12 финалисток восемь представляли эти страны, из них Флоренсия Лабат, Сандра Чеккини и Лаура Гарроне побывали в финале по два раза.

### Одиночный разряд
| Год  | Победитель                 | Финалист             | Счёт             |
| ---- | -------------------------- | -------------------- | ---------------- |
| 2014 | Адриан Унгур               | Антонио Веич         | 6-1, 6-0         |
| 2013 | Марко Чеккинато            | Филиппо Воландри     | 6-3, 6-4         |
| 2012 | Мартин Клижан              | Симоне Болелли       | 6-3, 6-1         |
| 2011 | Потито Стараче (3)         | Мартин Клижан        | 6-1, 3-0 — отказ |
| 2010 | Робин Хасе                 | Филиппо Воландри     | 6-2, 7-68        |
| 2009 | Андреас Сеппи              | Потито Стараче       | 7-64, 2-6, 6-4   |
| 2008 | Филиппо Воландри           | Потито Стараче       | 5-7, 6-4, 6-1    |
| 2007 | Потито Стараче (2)         | Альберт Монтаньес    | 6-4, 7-65        |
| 2006 | Альберт Монтаньес          | Серхио Ройтман       | 7-65, 6-75, 6-3  |
| 2005 | Хуан Антонио Мартин (2)    | Саша Туксар          | 6-2, 6-4         |
| 2004 | Потито Стараче             | Хьюго Армандо        | 6-4, 1-6, 6-3    |
| 2003 | Алессио ди Мауро           | Давид Санчес-Муньос  | 6-3, 3-2 — отказ |
| 2002 | Хосе Акасусо               | Альберт Портас       | 3-6, 6-3, 6-2    |
| 2001 | Хуан Антонио Мартин        | Маркус Хипфль        | 6-2, 2-6, 7-63   |
| 2000 | Алекс Калатрава            | Серхи Бругера        | 7-67, 1-6, 6-4   |
| 1999 | Гало Бланко                | Альберт Портас       | 4-6, 6-4, 6-3    |
| 1998 | Доминик Грбаты             | Мариано Пуэрта       | 6-2, 7-5         |
| 1997 | Феликс Мантилья            | Магнус Густафссон    | 6-4, 6-1         |
| 1996 | Альберт Коста              | Феликс Мантилья      | 7-67, 6-3        |
| 1995 | Томас Мустер (2)           | Андреа Гауденци      | 6-2, 6-0         |
| 1994 | Карлос Коста               | Оливер Гросс         | 6-1, 6-3         |
| 1993 | Томас Мустер               | Ренцо Фурлан         | 7-5, 7-5         |
| 1992 | Карел Новачек              | Франсиско Клавет     | 7-5, 6-2         |
| 1991 | Гильермо Перес-Рольдан (2) | Фредерик Фонтан      | 6-3, 6-1         |
| 1990 | Гильермо Перес-Рольдан     | Омар Кампорезе       | 6-3, 6-3         |
| 1989 | Хосе Франсиско Альтур      | Роберто Асар         | 6-7, 6-4, 6-1    |
| 1988 | Паоло Кане                 | Франческо Канчелотти | 6-7, 6-3, 6-3    |

| Год  | Победительница    | Финалистка          | Счёт          |
| ---- | ----------------- | ------------------- | ------------- |
| 1993 | Марция Гросси     | Барбара Риттнер     | 3-6, 7-5, 6-1 |
| 1992 | Магдалена Малеева | Федерика Бонсиньори | 7-63, 6-4     |
| 1991 | Катя Пикколини    | Сильвия Фарина      | 6-2, 6-3      |

### Парный разряд
| Год  | Победители                             | Финалисты                           | Счёт              |
| ---- | -------------------------------------- | ----------------------------------- | ----------------- |
| 2014 | Раду Албот Энрике Лопес-Перес          | Франко Шкугор Адриан Унгур          | 6-4, 6-1          |
| 2013 | Николас Монро Симон Штадлер            | Даниэле Браччали Флорин Мерджа      | 6-2, 6-4          |
| 2012 | Лукаш Длоуги (2) Михал Мертиняк        | Стефано Янни Маттео Виола           | 2-6, 7-63, [11-9] |
| 2011 | Джеймс Серретани Филипп Маркс          | Даниэле Браччали Юлиан Ноул         | 6-3, 6-4          |
| 2010 | Даниэле Браччали Ловро Зовко           | Ив Аллегро Джеймс Керретани         | 3-6, 6-2, [10-5]  |
| 2009 | Лукас Арнольд-Кер (3) Себастьян Прието | Юхан Брюнстрём Жан-Жюльен Ройер     | 7-64, 2-6, [10-7] |
| 2008 | Ив Аллегро Хория Текэу                 | Фабио Коланджело Филипп Маркс       | 7-5, 7-5          |
| 2007 | Хуан Пабло Гусман Пабло Куэвас         | Томаш Беднарек Джеймс Серретани     | 6-1, 6-0          |
| 2006 | Максимо Гонсалес Серхио Ройтман        | Жюльен Жанпьер Жером Энель          | 6-3, 6-4          |
| 2005 | Лукаш Длоуги Давид Шкох (3)            | Джефф Кутзе Крис Хаггард            | 3-6, 6-4, 6-3     |
| 2004 | Массимо Бертолини (2) Том Ванхудт (2)  | Адриан Гарсия Алекс Лопес-Морон     | 6-2, 6-4          |
| 2003 | Массимо Бертолини Том Ванхудт          | Федерико Браун Доминик Грбаты       | 7-5, 6-73, 6-2    |
| 2002 | Леош Фридл (2) Давид Шкох (2)          | Массимо Бертолини Кристиан Бранди   | 6-2, 6-4          |
| 2001 | Франтишек Чермак Давид Шкох            | Девин Боуэн Александар Китинов      | 7-5, 6-4          |
| 2000 | Леош Фридл Томаш Цибулец               | Джек Уэйт Гастон Этлис              | 7-61, 7-5         |
| 1999 | Лукас Арнольд-Кер (2) Мариано Худ      | Павел Визнер Петр Пала              | 6-3, 6-2          |
| 1998 | Иржи Новак Давид Рикл                  | Себастьян Прието Мариано Худ        | 6-4, 7-6          |
| 1997 | Кристиан Бранди Филиппо Мессори        | Брэндон Куп Давид Родити            | 7-5, 6-4          |
| 1996 | Пабло Альбано Лукас Арнольд-Кер        | Себастьян Прието Мариано Худ        | 6-1, 6-3          |
| 1995 | Хорди Арресе (2) Эндрю Кратцман        | Пабло Альбано Федерико Мордеган     | 7-6, 3-6, 6-2     |
| 1994 | Нил Броуд Грег ван Эмбург              | Хорди Арресе Ренцо Фурлан           | 6-4, 7-6          |
| 1993 | Даниэль Орсанич Олли Рахнасто          | Хуан Гарат Роберто Саад             | 6-4, 1-6, 6-3     |
| 1992 | Никлас Култи Микаэль Тиллстрём         | Кристиан Бранди Федерико Мордеган   | 6-2, 6-2          |
| 1991 | Хорди Арресе Карлос Коста              | Кристиан Миниусси Диего Перес       | 6-3, 3-6, 6-3     |
| 1990 | Даниэль Вацек Войтех Флегл             | Хорди Бурильо Маркос Аурелио Горрис | 6-1, 4-6, 7-6     |
| 1989 | Симоне Коломбо Клаудио Медзадри        | Пабло Альбано Густаво Луса          | 6-4, 6-1          |
| 1988 | Кристер Аллгард Йозеф Чигак            | Юрген Виндаль Жуан Кунья э Силва    | 6-4, 6-2          |

| Год  | Победительницы                   | Финалистки                      | Счёт      |
| ---- | -------------------------------- | ------------------------------- | --------- |
| 1993 | Патрисия Тарабини Сандра Чеккини | Флоренсия Лабат Барбара Риттнер | 6-3, 6-2  |
| 1992 | Алексия Дешом Флоренсия Лабат    | Лаура Гарроне Сандра Чеккини    | 7-66, 7-5 |
| 1991 | Керри-Энн Гас Акеми Нисия        | Лаура Гарроне Мерседес Пас      | 6-0, 6-3  |